# Claude Duval (1924)
Claude Duval é um filme mudo britânico de 1924, do gênero aventura, dirigido por George A. Cooper e estrelado por Nigel Barrie, Fay Compton e Hugh Miller. É baseado na história de Claude Duval.

## Elenco
- Nigel Barrie - Claude Duval
- Fay Compton - Duchess Frances
- Hugh Miller - Lord Lionel Malyn
- A. B. Imeson - Lord Chesterton
- Dorinea Shirley - Moll Crisp
- James Knight - Capitão Craddock
- James Lindsay - Duke of Brentleigh
- Betty Faire - Lady Anne
- Charles Ashton - Tom Crisp
- Tom Coventry - Sr. Crisp
- Stella St. Audrie - Sra. Crisp